# George Balfour
George Balfour (* 30. November 1872; † 26. September 1941) war ein schottischer Ingenieur, Unternehmer und Unterhausabgeordneter.

## Leben
George Balfour gründete am 12. Januar 1909 zusammen mit Andrew Beatty das Unternehmen Balfour Beatty plc mit einem eingetragenen Kapital von 50.000 GBP. Der erste Firmensitz war 22a College Hill nahe der Cannon St Station in London. Es sollte ein „Unternehmen für Ingenieurwesen, Betreiber für Schienenverkehrs- und Beleuchtungsanlagen sowie der Förderung neuer Unternehmungen“ sein.
In Deutschland ansässig war die Balfour Beatty Rail GmbH in München und die Balfour Beatty Rail Signal GmbH in Staßfurt.
Von 1918 bis zu seinem Tode 1941 war er Unterhausabgeordneter für Hampstead (seit 1965 Teil des Londoner Borough of Camden).
| Personendaten    | Personendaten                                               |
| ---------------- | ----------------------------------------------------------- |
| NAME             | Balfour, George                                             |
| KURZBESCHREIBUNG | schottischer Ingenieur, Unternehmer, Parlamentsabgeordneter |
| GEBURTSDATUM     | 30. November 1872                                           |
| STERBEDATUM      | 26. September 1941                                          |